# Sveti Sava (pesma)
Pesmu „Sveti Sava“ napisao je Vojislav Ilić. Nastala je i objavljena je 1889. Pesma je rodoljubiva poezija.

## Analiza dela
Sadržina pesme je vrlo jednostavna. Opisuje se sastanak srpskih velikaša kod „bijele crkve Gračanice“ i njihov razgovor o ogromnom blagu Stefana Nemanje („sedam kula groša i dukata“). Pošto se tu desio Sveti Sava, objasnio je kako je potrošeno blago: na podizanju manastira, uređivanje gradova, građenje ćuprija, pomaganje „kljastu i slijepu“. Velikaši su bili zadovoljni i blagosiljali su Nemanju i njegove potomke. Pesma je jednostavna zato što nema razvijenu radnju i složenu kompoziciju. Radnja je svedena na jedan događaj - skup velikaša i njihov razgovor. Zato je i kompozicija pesme jednostavna.

## Literatura
- Sveti Sava - Analiza pesme.